# Strelitzia juncea
Strelitzia juncea là một loài thực vật có hoa trong họ Strelitziaceae. Loài này được (Ker Gawl.) Link miêu tả khoa học đầu tiên năm 1821.

## Hình ảnh

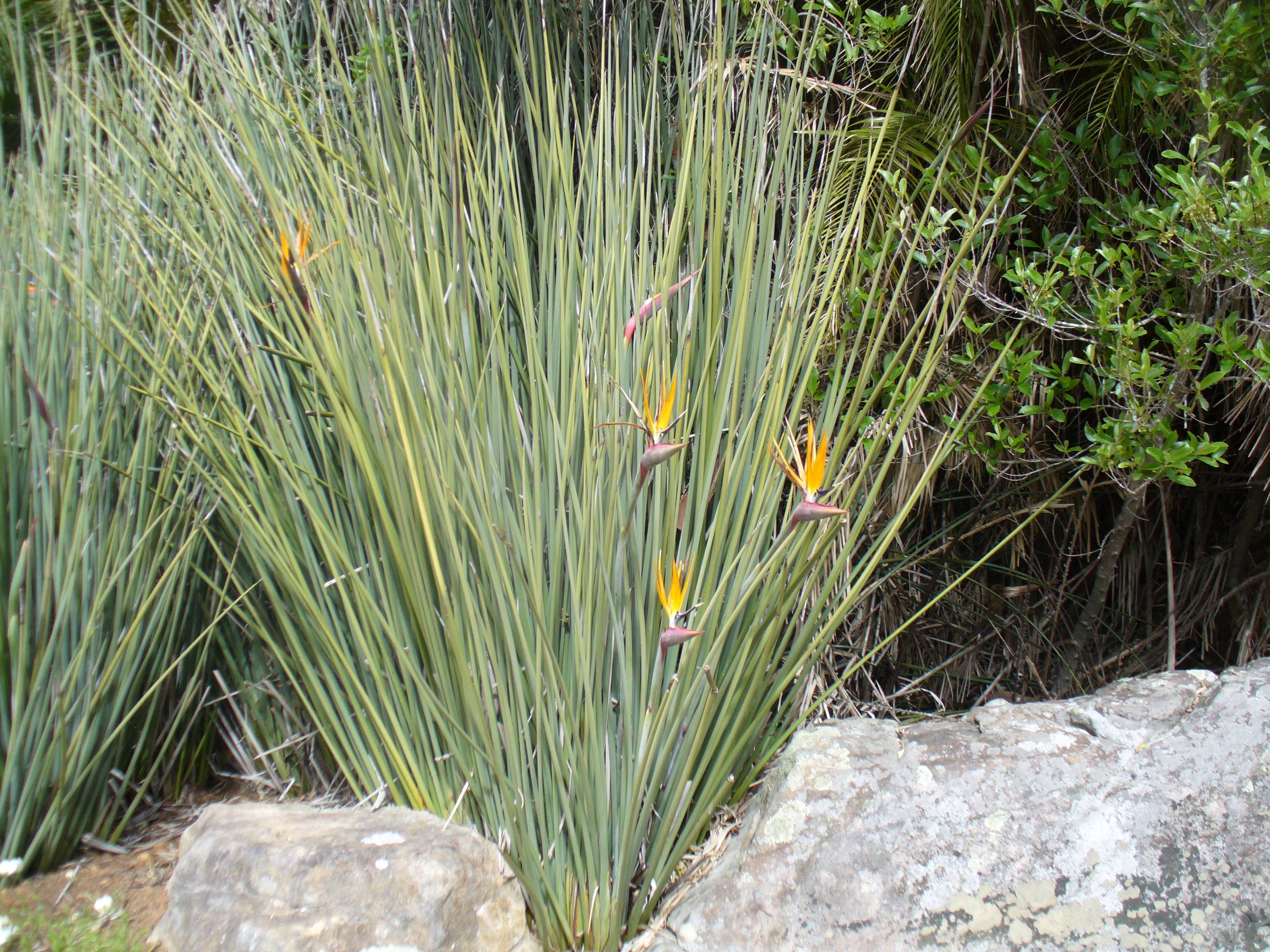
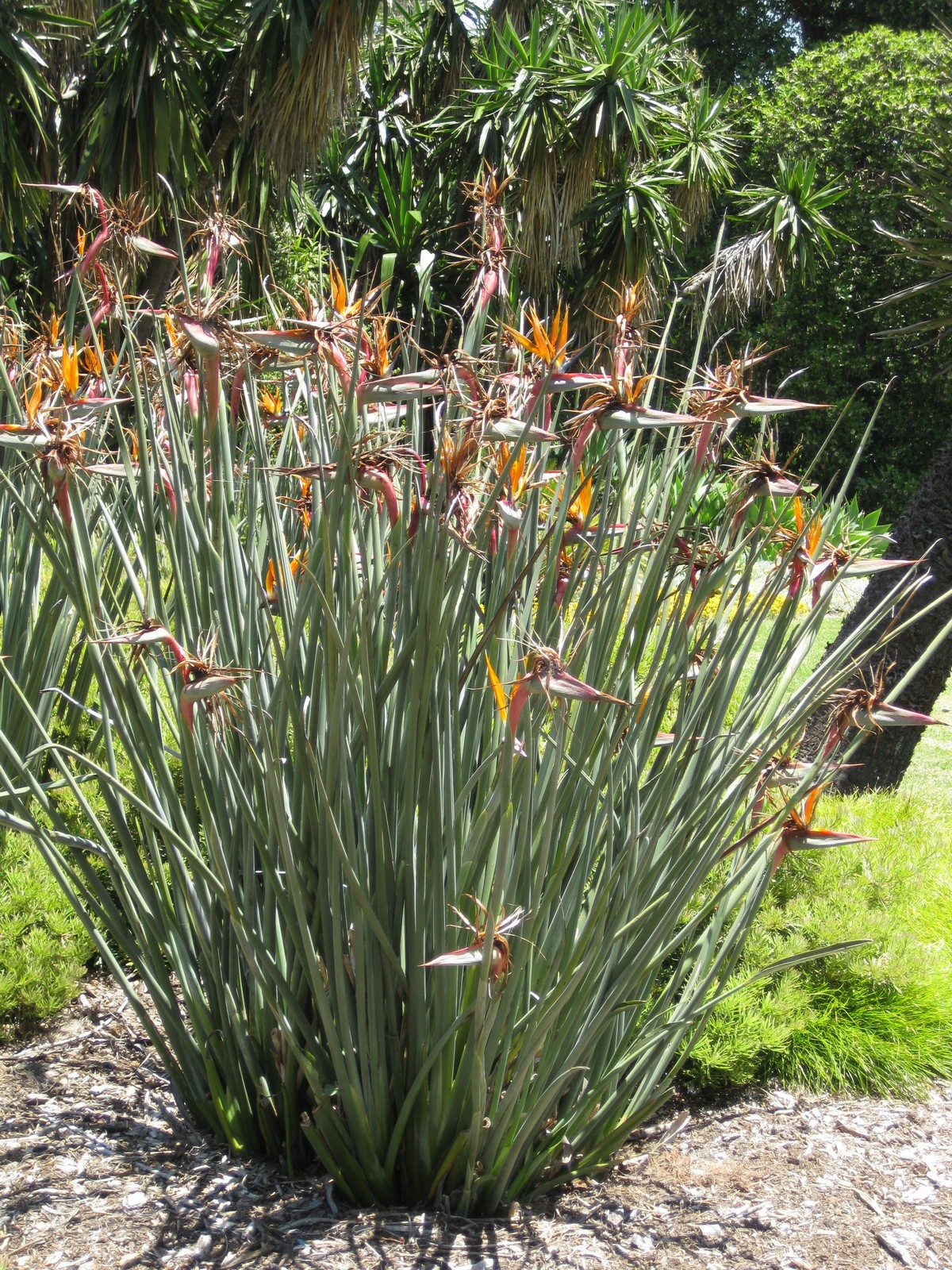
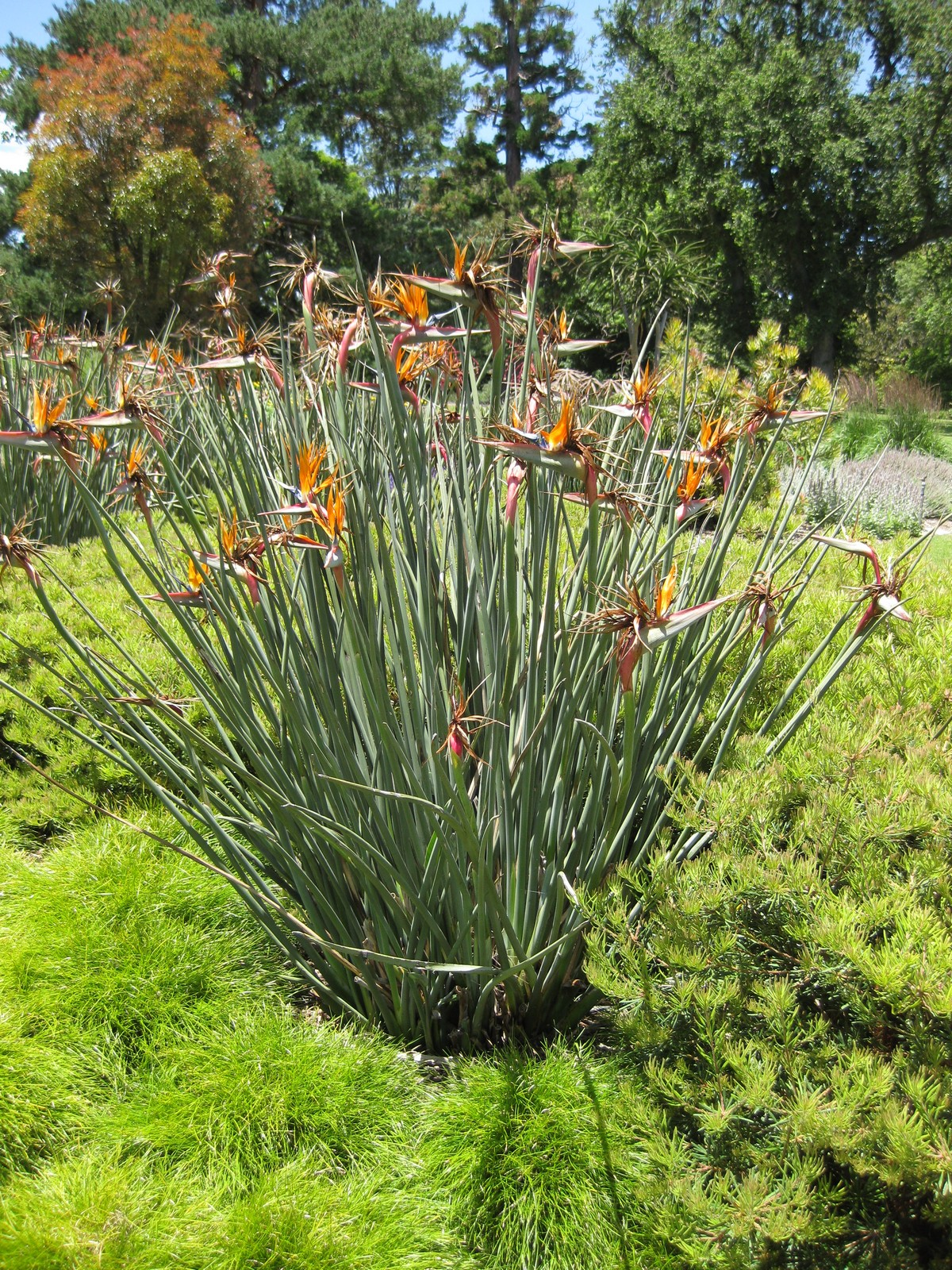
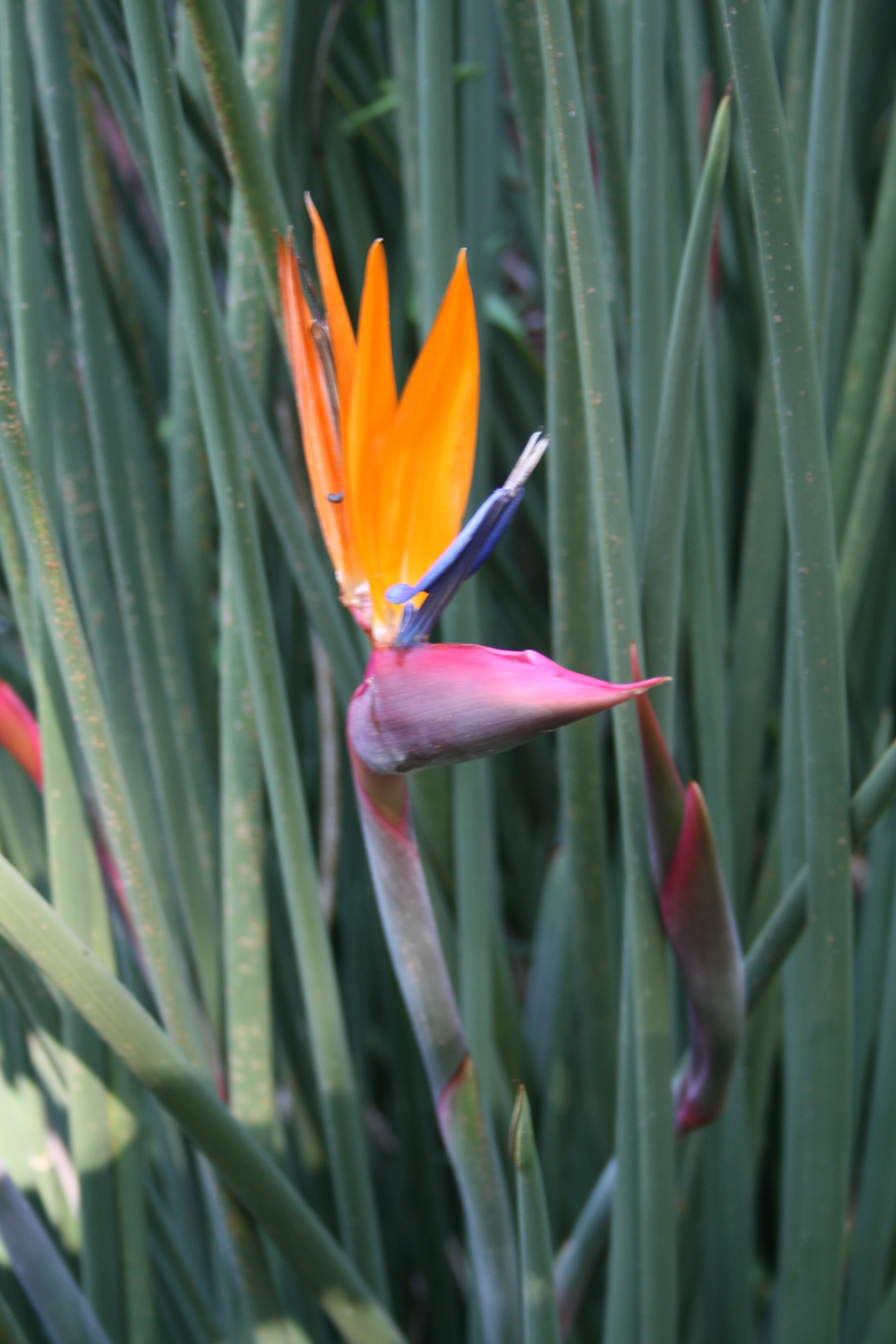